# Zuzana Šavrdová
Zuzana Šavrdová (6. června 1945 Praha – 31. března 2011 Praha) byla česká herečka, družka herce Josefa Somra.

## Životopis
Pocházela z divadelnické rodiny, její otec Zdeněk Šavrda byl dlouholetý člen činohry Národního divadla a její maminka byla loutkoherečka Jana Mikulová.
Ona sama se původně chtěla stát tanečnicí, proto docházela na baletní přípravku do Národního divadla.
V roce 1954 si zde ještě jako malé děvčátko poprvé i zahrála v dramatizaci známé české pohádky Sůl nad zlato.
Po maturitě na gymnáziu v roce 1962 pak začala studovat tanec na hudebně-dramatickém oddělení Pražské konzervatoře, toto studium však nedokončila.
Po krátkém angažmá v činoherní skupině Uměleckého souboru Ministerstva vnitra (1964–1966) vystupovala jako sólistka v Hudebním divadle v Karlíně, kde působila až do roku 1972. Hostovala i v Národním divadle v představeních Naši furianti nebo Hadrián z Římsů.
Od srpna roku 1972 se stala členkou činohry Národního divadla, kde pak působila prakticky až do své smrti.
Ve filmu debutovala ještě jako studentka Pražské konzervatoře ve známém českém filmovém muzikálu Starci na chmelu, kde si zahrála jednu ze studentek. Poté přišly další menší filmové role.
Svoji vůbec největší filmovou roli pak ztvárnila v roce 1969 ve snímku režiséra Ladislava Rychmana Šest černých dívek aneb Proč zmizel Zajíc?. Od roku 1969 až do roku 2006, tedy 37 let od svých 24 do 61 let, se v československém či českém filmu neobjevila.
V Československé televizi se zprvu objevovala jen velmi zřídka, pokud ano, tak se jednalo spíše o menší role nebo o televizní záznamy vybraných divadelních her Národního divadla. Výraznější roli ztvárnila ve známém televizním filmu Nezralé maliny z roku 1980.
Po sametové revoluci se v závěru svého života například objevila v komedii Ro(c)k podvraťáků nebo Sněženky a machři po 25 letech z roku 2008. V roce 2006 si zahrála i v českém filmovém dramatu Hlídač č. 47. Úplně poslední roli ztvárnila v Hřebejkově snímku Kawasakiho růže z roku 2009.

## Filmografie

### Film
- 2009 Kawasakiho růže
- 2008 Hlídač č. 47
- 2008 Sněženky a machři po 25 letech
- 2006 Ro(c)k podvraťáků
- 1969 Flirt se slečnou Stříbrnou
- 1969 Šest černých dívek aneb Proč zmizel Zajíc?
- 1968 Jarní vody
- 1968 Nejlepší ženská mého života
- 1967 Sedm havranů
- 1966 Poslední růže od Casanovy
- 1964 Starci na chmelu

### Televize
- 1997 Čas jeřabin
- 1997 Doktor Munory a jiní lidé
- 1996 Lékárníkových holka (televizní seriál)
- 1995 Život na zámku (televizní seriál)
- 1994 O zlatém pokladu
- 1992 Náhrdelník (televizní seriál)
- 1983 Naši furianti (záznam divadelního představení ND)
- 1983 Velká kočičí pohádka
- 1982 Ale je ženatý
- 1982 Dobrá voda (televizní seriál)
- 1982 Malý pitaval z velkého města (televizní seriál)
- 1980 Nezralé maliny
- 1980 Zločin na poště
- 1979 Dnes v jednom domě (televizní seriál)
- 1979 Plechová kavalerie (televizní seriál)
- 1979 Švec Janek v pohádkové zemi
- 1978 Mapa zámořských objevů
- 1977 Paličova dcera
- 1975 Když Praha povstala
- 1967 Poupě
- 1967 Zločin a trik II.